# 4Players
4Players는 비디오 게임 및 관련 콘텐츠에 대한 뉴스와 리뷰를 제공하는 독일 온라인 잡지이다. 2000년 8월에 설립된 4Players는 함부르크에 본사를 둔 마카드 그룹(Marquard Group) 대기업의 간접 자회사인 4Players GmbH가 소유하고 있다.

## 특징
4Players는 다양한 비디오 게임 플랫폼에 대한 뉴스, 리뷰 및 다운로드를 제공한다. 메인 페이지는 포털이 다루는 모든 플랫폼(PC, PS4, Xbox One, Wii U, VR 및 핸드헬드)에 대한 섹션으로 나뉜다. 또한 4Players 제공업체는 일반 비디오 게임 커뮤니티, eSports, 팁 섹션, 인터넷 포럼 및 비디오 리뷰가 있는 비디오 섹션을 다루고 있다. 포털은 아이폰 및 안드로이드 앱과 같은 추가 기능과 팀스피크 서버 서비스도 제공한다.